# Hermine Overbeck-Rohte

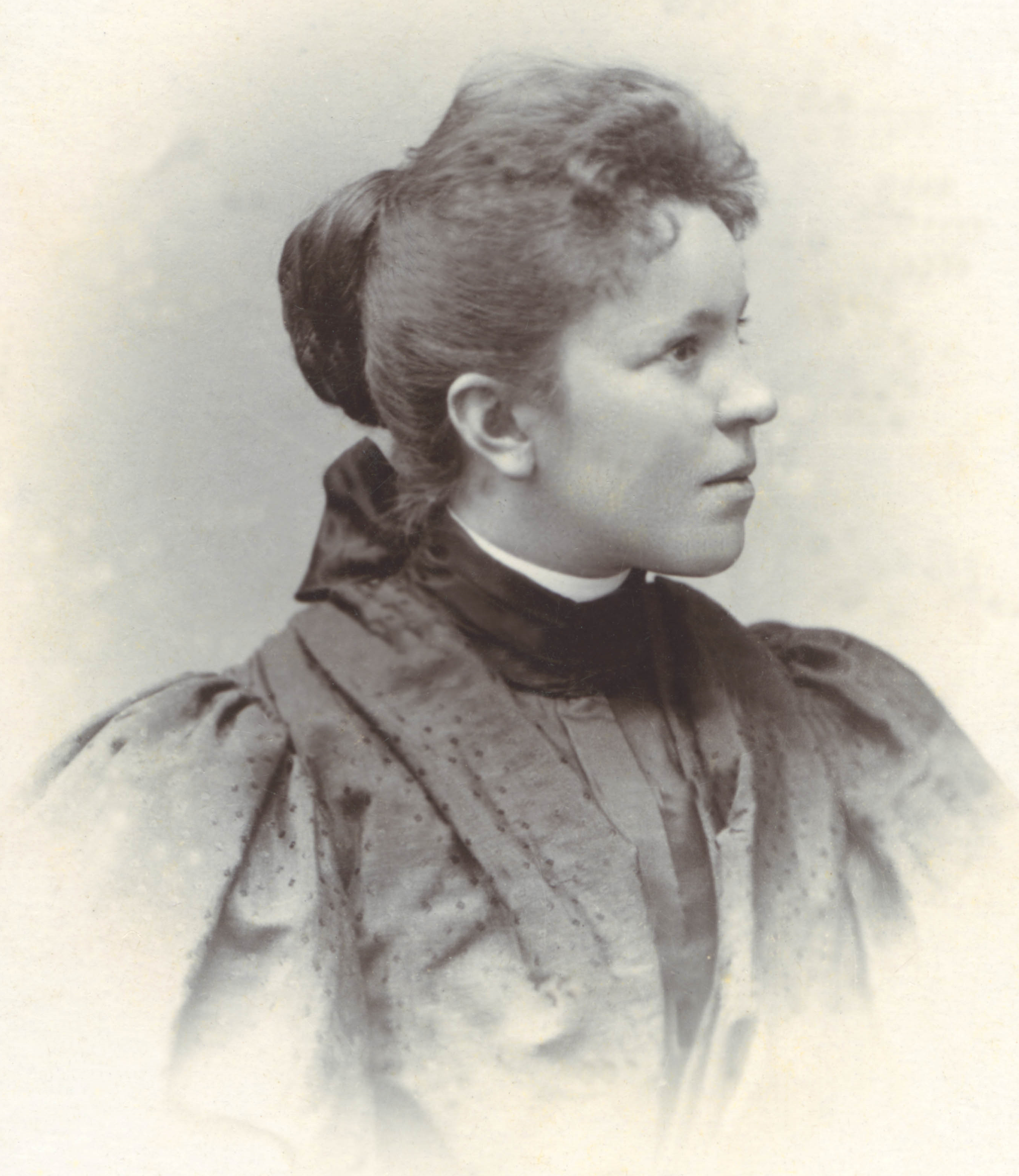
Hermine Overbeck-Rohte, München, 1894

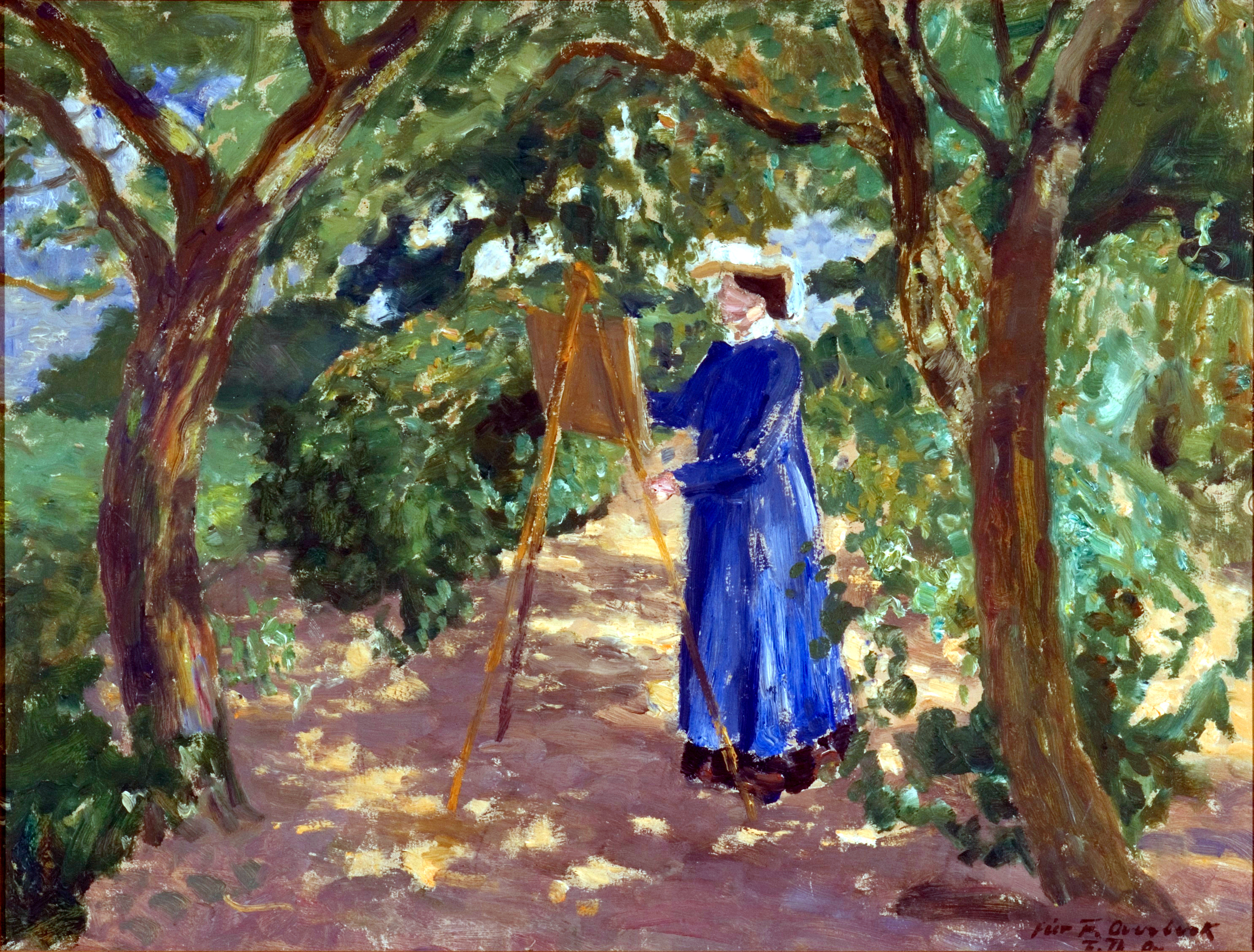
Fritz Overbeck: Hermine in blauer Malschürze, 1906

Hermine Overbeck-Rohte (* 24. Januar 1869 in Walsrode als Hermine Rohte; † 29. Juli 1937 in Bremen) war eine deutsche Malerin und Ehefrau des Malers Fritz Overbeck.

## Biografie

### Frühe Jahre

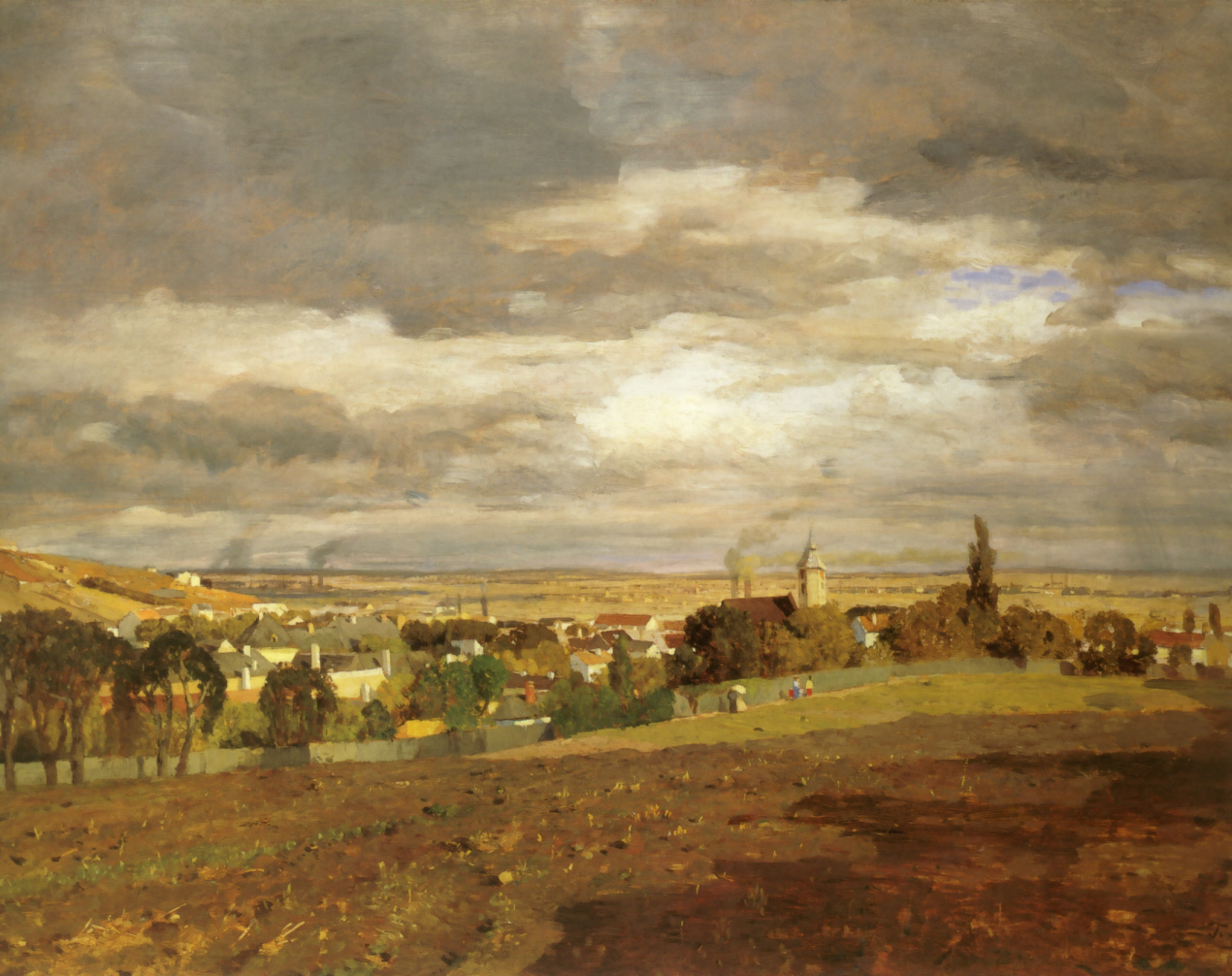
Tina Blau: Blick auf Heiligenstadt, 1893–1897

Hermine Rohte war das jüngste der sieben Kinder des Lederfabrikanten Carl Heinrich Rohte und dessen Frau Elise. Bereits als Schülerin in Walsrode erhielt sie privaten Malunterricht und wünschte sich schon früh, Künstlerin zu werden, womit die Familie jedoch nicht einverstanden war. Ihre Mutter und ihr ältester Bruder – der Vater war 1881 verstorben – schickten die vierzehnjährige Hermine zu einer ihrer Schwestern nach Itzehoe, um Hauswirtschaft zu lernen.
Anschließend machte sie eine Ausbildung zur Krankenschwester an der Diakonissenanstalt in Hannover. Sie beugte sich damit den Wünschen der Familie, doch in ihrer Freizeit widmete sie sich weiterhin der Malerei und besuchte die Malkurse des Hannoveraner Landschaftsmalers Paul Koken (1853–1910). Er erkannte ihr Talent und gab ihr den Rat, sich mit dem neuen Medium Fotografie auseinanderzusetzen und an die Damenakademie des Künstlerinnenvereins in München zu gehen. Doch sie nahm, nach dem Wunsch ihrer Familie, eine Stelle als Erzieherin bei der Familie Prof. Bürkner in Göttingen an.
Mit dreiundzwanzig Jahren setzte sich Hermine Rohte durch und zog 1892 nach München. Sie studierte dort an der Damenakademie des Künstlerinnenvereins bis 1896 Landschaftsmalerei und Stillleben, unter anderem bei der österreichischen Landschaftsmalerin Tina Blau. Im Kunstverein von Hannover nahm sie 1892 und 1893 an der alljährlichen Kunstausstellung teil und verkaufte dort eines ihrer Bilder.

### Wende

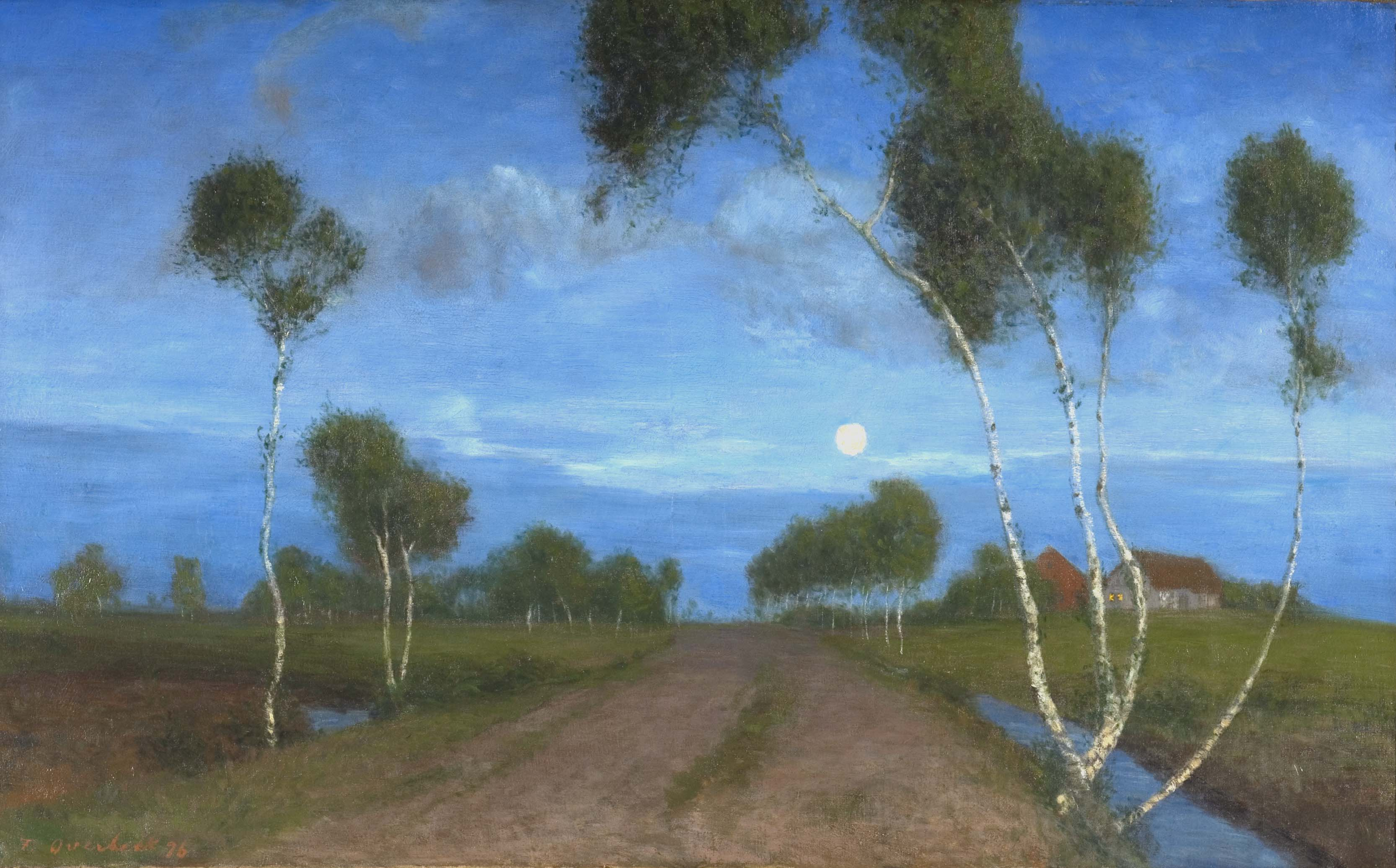
Fritz Overbeck: Abend im Moor, 1896

Die jährliche Internationale Kunstausstellung im Münchner Glaspalast von 1896 markierte die Wende in Rohtes künstlerischem und privatem Leben. Sie entdeckte die Landschaftskunst der Worpsweder. Besonders beeindruckte sie Fritz Overbecks Abend im Moor. Sie beschloss, zusammen mit ihrer Malerkollegin Marie Bock (1867–1956) bei Fritz Overbeck Malunterricht zu nehmen. Daraufhin reisten beide noch im selben Jahr nach Worpswede.
1896 verlobte sie sich mit Fritz Overbeck. Während der einjährigen Verlobungszeit entspann sich ein intensiver Briefwechsel zwischen Fritz Overbeck und Hermine Rohte. Sie formulierte ihre Sorgen über ihre zukünftige Rolle als Malerin: Sie wollte weiterhin eigenständige Künstlerin sein, sah aber sehr deutlich, dass für ihre eigene Kunstausübung nur wenig Zeit bleiben würde.
Ende 1896 schreibt sie an ihren Verlobten:
„… wie glücklich machst Du mich! Könnte ich Dich immer auch so glücklich machen und könnte ich Dir immer so viel sein, wie ich Dir sein möchte! Dein Schatz, Dein Freund und College (das letztere darfst Du nicht als Anmaßung auffassen, Du weißt auch wohl, wie es gemeint ist). … Ich denke, mit meiner Malerei wird’s doch wohl ziemlich vorbei sein; denn man kann sich mit der Kunst doch nicht hin und wieder wie mit einem Sonntagsnachmittagsplaisier beschäftigen, dazu ist sie zu groß und zu schwer. Außerdem würde ich mich an Dir messen und dabei wieder und wieder einsehen, daß ich immer unendlich weit hinter Dir zurückbleiben würde, und da wir doch eins sind, so wäre es wohl thöricht, wenn die eine Hälfte thun wollte, was die andere so viel besser machen kann. Ich habe auch so ein Gefühl, als ob Du im geheimsten Grunde doch die Überzeugung hegst, als wäre es nicht schade drum, wenn ich es aufgebe.“

### Umzug nach Worpswede
1897 heirateten Hermine Rohte und Fritz Overbeck; das erste verheiratete Künstlerpaar des Ortes bezog für acht Jahre ein Haus in Worpswede. Beide hatten hier ein eigenes Atelier – es wurde Overbeck-Rohtes produktivste Zeit. Der größte Teil ihres Gesamtwerks entstand in dem Zeitraum von 1896 bis etwa 1900. In den folgenden Jahren widmete sie sich immer mehr ihrer Familie. 1898 wurde der Sohn Fritz Theodor geboren, 1903 die Tochter Gerda.
Das Ehepaar pflegte engen Kontakt zu Paul Schroeter und dessen Frau Grete sowie zu Otto Modersohn, mit dem sie im Juni 1900 zur Weltausstellung nach Paris reisten, um dort auch Paula Becker zu besuchen. Nach dem unerwarteten Tod von Otto Modersohns erster Frau Helene kehrten sie bereits am dritten Tag zurück.
1904 erkrankte Hermine Overbeck-Rohte an Lungentuberkulose. Lange Liegekuren in den Lungenheilstätten von Oberkaufungen sowie bei einer Kur bei ihrer Schwester in Itzehoe erlaubten ihr selten, sich künstlerisch zu betätigen. Um dennoch malen zu können, konstruierte Fritz Overbeck eine besondere Staffelei, mit der sie auch liegend arbeiten konnte.

### Umzug nach Vegesack
Im Juli 1905 zogen die Overbecks aus Worpswede fort. Die Künstlergemeinschaft war durch Meinungsverschiedenheiten auseinandergebrochen und seit geraumer Zeit hatte sich Fritz Overbeck neuen Landschaftsmotiven zugewandt. Fritz und Hermine Overbeck kauften ein Haus in Bröcken, das nördlich von Bremen bei der damals noch selbstständigen Stadt Vegesack lag (seit 1946 zu Bremen gehörig), und bauten es um. In Hermine Overbeck-Rohtes Werk finden sich Haus und Garten immer wieder als künstlerisches Motiv.
Ein erneutes Ausbrechen der Lungentuberkulose zwang Hermine Overbeck-Rohte zu einem zweiten Sanatoriumsaufenthalt, vom September 1908 bis Juni 1909 in Davos. Wieder ermunterte Fritz Overbeck seine Frau, zu malen. Im Sommer wurde sie als geheilt entlassen, aber der Verlust eines Lungenflügels schränkte sie für den Rest ihres Lebens stark ein. Drei Tage nach ihrer Heimkehr nach Bröcken, am 8. Juni 1909, starb ihr Mann mit 39 Jahren an einem Hirnschlag.

### Letzte Jahre
Hermine Overbeck-Rohte kümmerte sich intensiv um den Erhalt des künstlerischen Nachlasses ihres Mannes. Nur noch während der Ferien mit ihren Kindern auf Föhr, auf Sylt und in der Rhön fand sie Zeit und Muße zum Malen.
Nach dem Ersten Weltkrieg verlor sie durch die Inflation ihr Barvermögen und sicherte den Lebensunterhalt ihrer Familie durch Zimmervermietung. Nur noch einmal nach dem Krieg zeichnete Hermine Overbeck-Rohte nachweislich. Ihr Sohn Fritz Theodor Overbeck, der später als Botaniker in Hannover arbeitete und lebte, bat sie um Illustrationstafeln für sein Buch Mittelgebirgsflora. Um Kunst, wie seine Mutter sie verstand, handelte es sich nicht. Die Aufgabe verlangte, die Pflanzen exakt nach der Natur wiederzugeben.
Overbeck-Rohte Grab befindet sich zusammen mit Fritz Overbeck auf dem Waller Friedhof in Bremen.

## Künstlerin

### Rolle als Künstlergattin, Hausfrau, Mutter und Künstlerin
Der Lebensweg von Hermine Overbeck-Rohte kann exemplarisch für viele Frauen in der Kunst um die Jahrhundertwende stehen, die in gleicher Weise den Wunsch verspürten, Künstlerin zu werden. Hindernisse standen ihnen dabei immer wieder im Weg. Sie mussten ihre Familien überzeugen – nicht nur von ihrem Talent, sondern auch davon, die kostspielige Ausbildung zu bezahlen, denn der Unterricht an den Damenakademien war weit teurer als an den staatlichen Akademien.
Die Heirat mit einem Künstler bedeutete nicht notwendigerweise den Anfang einer eigenen Künstlerinnenlaufbahn. Gerade die Worpsweder Künstlerpaarkonstellationen sind gute Beispiele für die unterschiedlichen Beziehungsstrukturen zwischen Mann und Frau, Lehrer und Schülerin, Künstler und Künstlerin in jener Zeit. Die Ehepaare Overbeck, Modersohn und Mackensen zeigen verschiedene Beziehungsmuster auf, die symptomatisch sind. Herta Mackensen verzichtete zu Gunsten ihres Mannes auf ihre Karriere, während Paula Modersohn-Becker bereit war, für die Kunst ihre Ehe aufs Spiel zu setzen. Zwischen diesen beiden Polen bewegte sich Hermine Overbeck-Rohte. Sie erhoffte sich von ihrem Mann so viel Verständnis und Förderung, um ihrer eigenen Malerei weiter nachgehen zu können, fügte sich aber auch weitestgehend in die hinzukommenden Rollen der Hausfrau, Mutter und Künstlergattin.

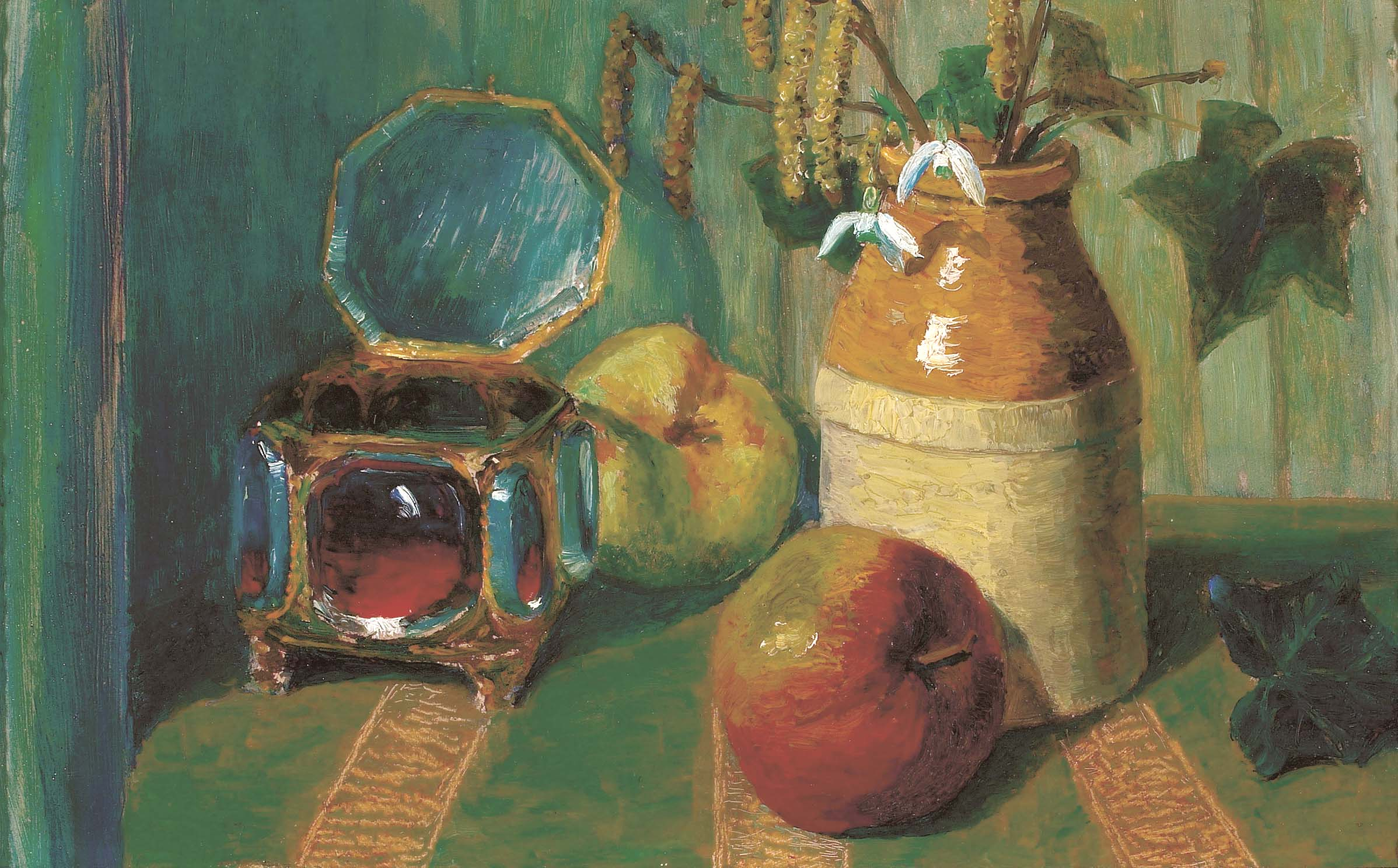
Hermine Overbeck-Rohte: Kristalldose und Tonkrug mit Schneeglöckchen, Stillleben, nach 1905

Ein Schwerpunkt des intensiven Briefwechsels war die fachliche Diskussion über die Gemälde, an denen Fritz Overbeck arbeitete. Ihm waren die Meinung und das Urteil seiner zukünftigen Frau sehr wichtig. Jedoch nahm nicht die Künstlerin Hermine an diesen Diskussionen teil, sondern der Künstlerkollege „Hermann“. Wer von den beiden die Kunstfigur „Hermann“ erfunden hat, lässt sich nicht mehr feststellen; angenommen haben sie beide.
Briefauszüge zeigen, wie wichtig für Hermine Overbeck-Rohte eine intensive Auseinandersetzung über künstlerische Angelegenheiten und keineswegs nur die ihres Mannes war. In ihren Briefen ist der innere Kampf zwischen der Künstlerin und der zukünftigen Ehefrau ablesbar. Sie war aber zu dem Kompromiss bereit, die eigene künstlerische Arbeit hinter der ihres Mannes unterzuordnen.
Hermine Overbeck-Rohtes Befürchtungen verwirklichten sich. Schon ihre Kinder nahmen sie nicht mehr als Künstlerin wahr. Auch in Worpswede trat sie mit ihrer Kunst nicht an die Öffentlichkeit. Fritz und Hermine Overbeck pflegten zwar Kontakte mit den anderen Künstlern in Worpswede, doch bewahrten sie ihnen gegenüber zum Teil eine kritische Distanz und entzogen sich allzu großen Geselligkeiten. Dem Barkenhoff-Kreis um Heinrich Vogeler und Rainer Maria Rilke zum Beispiel schlossen sie sich nicht an. In den Briefen und Aufzeichnungen von Paula Modersohn-Becker lassen sich einige wenige Hinweise zu Hermine Overbeck-Rohte finden. Aber sie beschreibt Overbeck-Rohte nicht als Künstlerin, sondern einzig und allein als Ehefrau des Malers Fritz Overbeck. Auch bei der Ausstellung einiger Studien von Paula Modersohn-Becker und Marie Bock in der Bremer Kunsthalle im Jahr 1899 nahm Hermine Overbeck-Rohte nicht teil. Dies kann als weiterer Hinweis für ihren persönlichen und künstlerischen Rückzug gewertet werden.

## Werk

### Liebe zu Worpswede

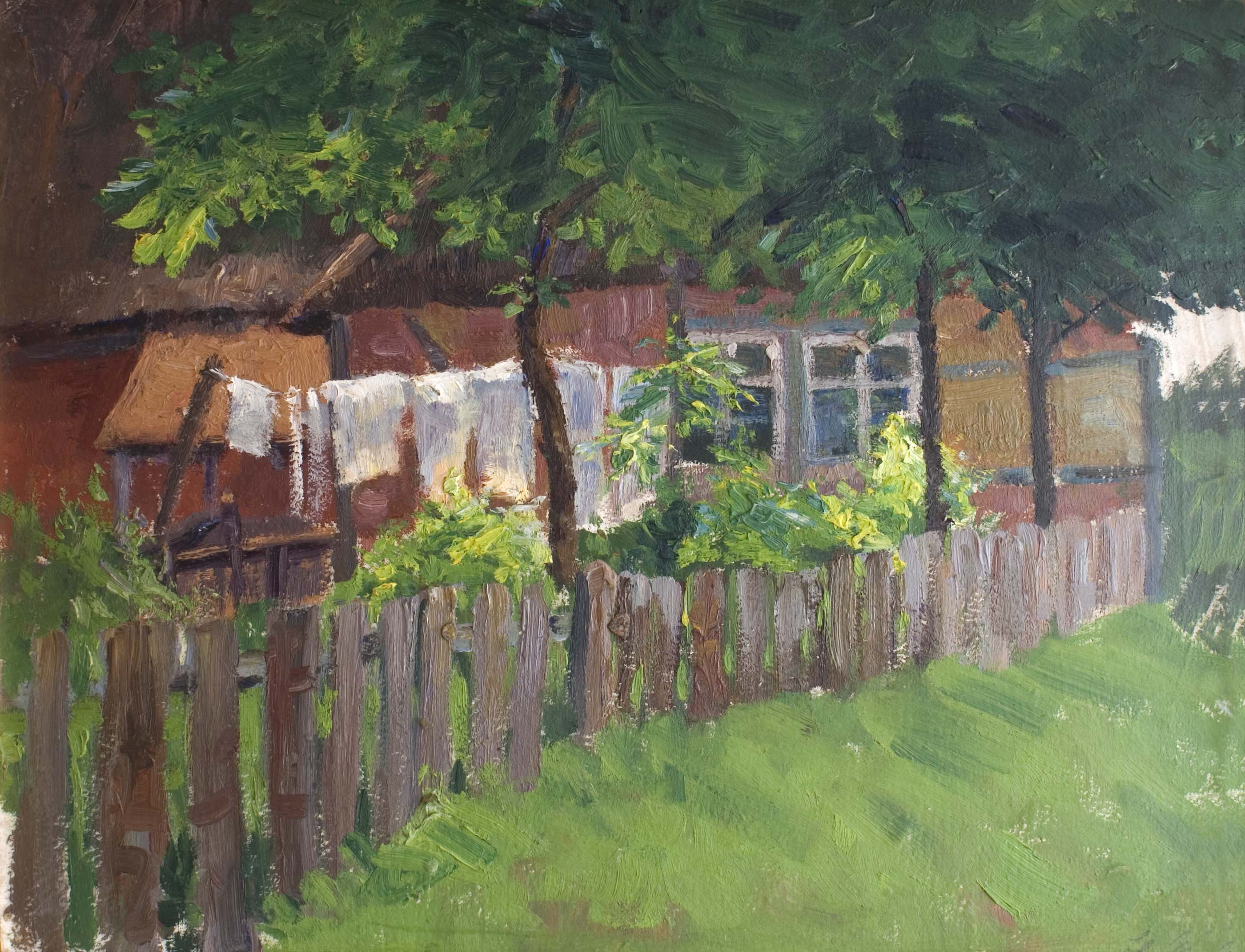
Trocknende Wäsche, 1896

Ihre Motive fand Hermine Overbeck-Rohte ebenso wie Fritz Overbeck in der Landschaft von Worpswede sowie am Weyerberg. Auch sie hielt bevorzugt mit Ölfarbe ihre Eindrücke in zahlreichen Studien auf Malkarton direkt in der freien Natur fest. Im Vordergrund standen bei Hermine Overbeck-Rohte das Studium und die Darstellung der Landschaft. Der Mensch spielt in ihrem Werk eine untergeordnete Rolle.
Die ersten Studien von Hermine Rohte, die in die Anfangszeit von Worpswede fallen, wie Trocknende Wäsche oder An der Wegkreuzung zeigen bereits ein sicheres Empfinden für den Bildaufbau und eine nuancenreiche Durcharbeitung der Licht- und Schattenzonen. Die bevorzugten Farben der Worpsweder – gedämpftes Braun, Grau und Dunkelgrün – finden Eingang in ihre Bilder, zeichnen sich aber durch mehr Leuchtkraft aus. Sie stellt ihnen kräftigere Farben – wie das Weiß der trocknenden Wäsche – entgegen.

### Konzentration auf ein Hauptmotiv

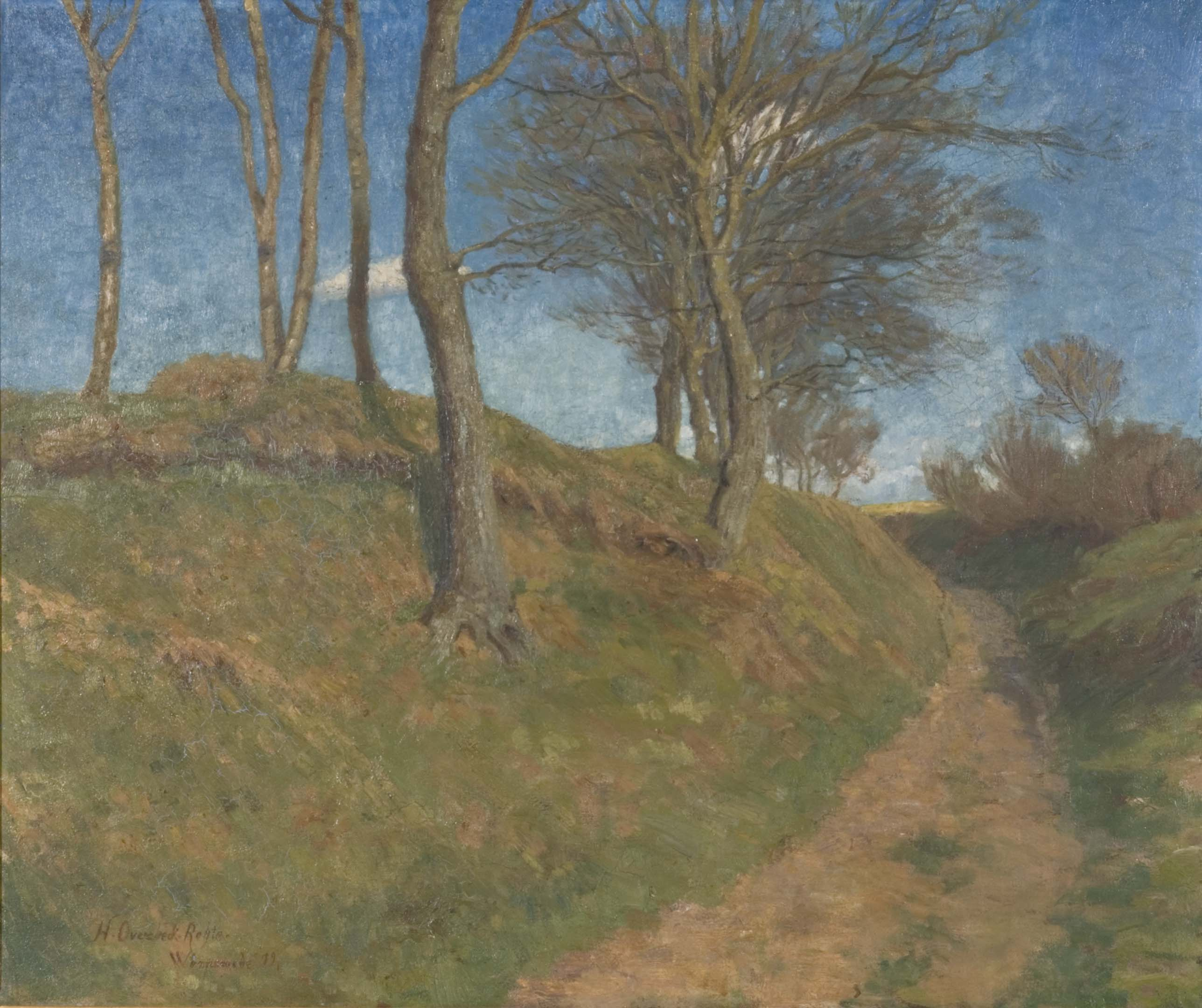
Hohlweg, 1896–1904

Erst nach der Hochzeit entstand ihre erste Leinwandarbeit – der Hohlweg –, die in ihrem Œuvre eine Sonderstellung einnimmt. Es ist als einziges Bild mit „H. Overbeck Rohte“ signiert und mit „Worpswede 99“ datiert. In den Maßen von 78 × 92 cm blieb es ihr größtes Bild. Wiedergegeben ist eine Landschaft im Vorfrühling. Zwischen einem hoch aufsteigenden, mit einzelnen Bäumen bewachsenen Hang und einem schmalen, sanft aufsteigenden Grünstreifen zur Linken verläuft der Hohlweg. Im Hintergrund des Bildes verschwindet er hinter einer Biegung. Die Malerin konzentriert den aus einer leicht erhöhten Perspektive kommenden Blick des Betrachters durch die seitliche Begrenzung des Hanges und des Grünstreifens ganz auf den Hohlweg. Das Bild zeigt deutlich eines ihrer Kompositionselemente bei der Landschaftswiedergabe: Sie rückt ein Motiv verstärkt in den Blick des Betrachters, wählt den Landschaftsausschnitt enger und beschränkt sich auf ein Hauptmotiv.

### Späteres Werk
Hermine Overbeck-Rohte bezog auch im Bröckener Haus ein eigenes Atelier. Viel Zeit ihrer Malerei nachzugehen, hatte sie nicht, denn Familie, Haus und der große Gemüsegarten forderten den größten Teil ihrer Aufmerksamkeit. In seltenen Momenten hielt sie ihre Umgebung in Studien fest, so in Unser Hauseingang an einem sonnigen Sommertag. Der Vordergrund ist durch die am rechten Wegrand stehenden Bäume gänzlich verschattet. Sonnenstrahlen scheinen durchs Laub und bilden changierende Lichtflecken und tauchen Teile des Hauseinganges in gleisendes Licht. Dieses auffällige Spiel von Licht und Schatten ist in ihren Worpsweder Studien schon angelegt.
Landschaftsstudien aus Davos, wo sie sich in einem Sanatorium aufhielt, gibt es von Hermine Overbeck-Rohte nicht. Wenn sie malte, dann vermutlich ausnahmslos Stillleben. Der Apfel in Tonschale mag aus dieser Zeit stammen, es zeichnet sich durch eine besonders reduzierte Darstellung und Konzentration auf einen einzelnen Gegenstand aus.
Der Lebensweg von Hermine Overbeck-Rohte war gekennzeichnet durch zähes Kämpfen um künstlerische Unabhängigkeit. Ihr war die öffentliche Anerkennung weniger wichtig als die Möglichkeit, sich kontinuierlich mit der Natur malerisch auseinanderzusetzen. Sie hinterließ ein Œuvre, das gegenüber den Arbeiten von Tina Blau und Fritz Overbeck seine Eigenständigkeit besitzt. Ihr vielfältiges Werk, das hauptsächlich in dem Zeitraum von zwölf Jahren entstand, zeigt einen eigenen künstlerischen Stil, den sie trotz der familiären Widrigkeiten und den Selbstzweifeln an ihrem Talent entwickeln konnte.

## Nachwirkung
Die Stiftung Fritz und Hermine Overbeck wurde 1990 auf Initiative der Enkelin Gertrud Overbeck in Bremen-Vegesack gegründet. 1991 wurden Overbeck-Rohtes Arbeiten, Gemälde auf Leinwand, Zeichnungen und Aquarelle, zum ersten Mal in einer Einzelausstellung gezeigt. Das Sylter Heimatmuseum stellte Bilder mit Sylt-Motiven von Hermine Overbeck-Rohte und ihrem Mann 2010 unter dem Titel Hier ist es also ganz wundervoll! aus. Das Overbeck-Museum in Vegesack, das ihren Nachlass betreut, zeigte 2011 eine Retrospektive unter dem Titel Deine Frau, Dein Freund, Dein Kollege, Dein Alles. Im Herbst 2023 wurde eine Straße in Walsrode nach ihr benannt, der „Hermine-Overbeck-Rohte-Ring“.